# Doumbala
Doumbala là một tổng thuộc  tỉnh Kossi ở phía tây  Burkina Faso. Thủ phủ là thị xã Doumbala. Theo điều tra dân số năm 1996, tổng này có tổng dân số 26.124 người .

## Các thị xã và làng xã
- Thị xã Doumbala	(1 897 dân) (thủ phủ)
- Bamperla	(579 dân)
- Bangassi-Bobo	(498 dân)
- Bangassi-Illa	(1 333 dân)
- Bangassi-Mamoudoud	(334 dân)
- Bankuy	(142 dân)
- Bassam	(169 dân)
- Boanekuy	(793 dân)
- Bokuy	(212 dân)
- Boukuy	(409 dân)
- Dakuy	(864 dân)
- Henlekuy	(615 dân)
- Karekuy	(440 dân)
- Kimba	(279 dân)
- Kini-Kini	(171 dân)
- Koa	(1 133 dân)
- Kodara	(1 291 dân)
- Kolonzo	(1 291 dân)
- Konkuy-Boho	(306 dân)
- Konkuy-Koro	(1 589 dân)
- Kourkuy	(334 dân)
- Lanfiera	(528 dân)
- Montionkuy	(734 dân)
- Mounakoro	(1 501 dân)
- Nian	(1 815 dân)
- Porokuy	(361 dân)
- Saint-Camille	(285 dân)
- Saint-Martin	(785 dân)
- Saint-Paul	(157 dân)
- Saworokuy	(405 dân)
- Simbora	(1 066 dân)
- Teni	(1 878 dân)
- Teni-Peulh	(267 dân)
- Tiourkuy	(249 dân)
- Wanzan	(465 dân)
- Zekuy	(949 dân)